# Élection présidentielle chilienne de 1970
L'élection présidentielle chilienne de 1970 a lieu le 4 septembre 1970, et le vainqueur, par la majorité relative en est Salvador Allende. Le 24 octobre de la même année, il est élu président par le Congrès Pleno, comme en dispose la Constitution de 1925.
L'élection présidentielle de 1970 se joua entre trois partis, représentants ce qu'on appelle les trois tiers de la politique chilienne, droite, centre et gauche.

## Élections

### Candidats

#### La gauche
La gauche s'était unie sous le nom de Unidad Popular, qui réunissait l'ancien FRAP (Frente de Acción Popular) des socialistes et des communistes, plus le Partido Radical, le MAPU et l'API (Acción Popular Independiente). Chacun de ces partis avait son précandidat, Salvador Allende pour le PS, le poète Pablo Neruda pour le PC, Jacques Chonchol pour le MAPU, Alberto Baltra pour le PR et Rafael Tarud pour le API.
Pour Salvador Allende, qui allait devenir le candidat définitif, il ne fut pas difficile d'obtenir la nomination comme candidat de la Unidad Popular malgré ses trois défaites antérieures en 1952, 1958 et 1964, et le fait que beaucoup à l'intérieur de son parti ne croyaient pas à la possibilité d'une voie pacifique vers le socialisme.
Il réussit cependant à s'imposer sur les autres précandidats de son parti (même si, au Comité Central, il y eut moins de votes en sa faveur que d'abstentions), en ratissant des voies dans toutes les tendances. Ensuite, grâce au soutien du Parti Communiste (Neruda n'avait aucune intention d'être président), il réussit à être désigné candidat de l'UP.
Allende se vit obligé de signer un pacte de gouvernement, selon lequel, s'il était élu, l'administration du Chili serait partagée entre lui-même et les partis de l'UP, représentés par un comité, qui comporterait un représentant de chaque groupe. Ceci impliquait le renoncement à certaines des prérogatives du président de la République, car celui-ci ne pouvait agir sans l'accord du comité et ce dernier fonctionnait à l'unanimité.

#### La droite
La droite représentée par le Partido Nacional, présenta celui qui paraissait être comme une garantie de succès, l'ex-président Jorge Alessandri. Même si sa présidence avait été jonchée de difficultés, sa popularité était beaucoup plus élevée que celle des autres prétendants. Beaucoup le considérèrent comme vainqueur depuis le début, de fait, les premiers sondages lui donnaient la majorité absolue.
Les États-Unis qui avaient appuyé très fermement la candidature d'Eduardo Frei Montalva en 1964, investirent beaucoup moins d'argent dans la campagne d'Alessandri, qu'ils voyaient déjà vainqueur. 350 000 dollars seulement furent envoyés par l'intermédiaire de la compagnie ITT pour la candidature d'Alessandri.

#### Le centre
La démocratie chrétienne (DC) présenta Radomiro Tomic, candidat qui s'éloignait de la ligne centriste prônée par Frei Montalva, se situant plus à gauche, pensant même, à un moment, à une alliance avec la Unidad Popular (UP), qui ne se concrétisa pas. Frei ne soutint pas activement Tomic, qu'il ne croyait pas capable de poursuivre son œuvre, mais ne lui refusa pas son appui pour ne pas rompre une amitié de toute une vie et pour faire front à Allende.
La proximité avec la UP se traduisit par un pacte secret, selon lequel on reconnaîtrait la victoire de l'adversaire si celui-ci l'emportait par plus de 5 000 votes à la majorité relative. On ne reconnaîtrait, par contre, la victoire d'Alessandri que si son avance dépassait les 100 000 votes.
L'orientation de la démocratie chrétienne vers la gauche lui fit perdre beaucoup d'électeurs du centre et centre droit, qui lui avaient donné la victoire en 1964.

### Campagne
La campagne fut tendue sans qu'il y ait d'actes de violence. Les candidats de la UP et la DC organisèrent des rassemblements de plusieurs milliers de personnes. En revanche les conseillers d'Allessandri lui évitèrent les grands rassemblements, qu'ils considéraient comme néfastes étant donné ses 74 ans. Cependant, il fit quelques tournées limitées à travers le Chili. Son unique grand meeting eut lieu à la fin de la campagne et fut boycotté par la Télévision Nationale Chilienne TVN qui le présenta comme un échec.
Allessandri, bien qu'étant en bonne santé, vit son image ternie par un film réalisé par son équipe où on voyait une de ses mains agitée de tremblements, ce film fut utilisé contre lui par ses adversaires. Les partis de droite attaquèrent également leurs adversaires signalant le danger que constituerait ce qu'ils considéraient comme une dictature marxiste léniniste, qui détruirait les bases de la société, visant également la démocratie chrétienne qui se montrait tant ouverte aux idées de gauche.
Comme une bonne partie de l'équipe d'Alessandri était sûre d'une victoire, au moins à la majorité relative, ils s'irritèrent quand dans une entrevue, un journaliste d'El Mercurio demanda au Commandant en chef de l'armée René Schneider quelle serait l'attitude de l'armée si aucun des deux candidats n'obtenait la majorité absolue, ce à quoi il répondit que le congrès plénier devrait décider comme il est établi dans la constitution et que l'armée se conformerait totalement aux postulats de la charte fondamentale (cela serait la base de la doctrine Schneider). Les partisans d'Allessandri s'irritèrent car la tradition voulait que celui qui obtient la majorité relative soit élu président.
L'ambiance resta très politisée car les oppositions étaient très marquées. Allende proposait une transition pacifique vers le socialisme, « la voie chilienne vers le socialisme, avec un goût d'empanadas et de vin rouge », qui reposait sur la nationalisation du cuivre et des entreprises clés du pays, la création d'un « pouvoir populaire », la radicalisation de la réforme agraire, une politique internationale anti-impérialiste et une série de mesures qui menaient à la transition du capitalisme au socialisme.
Tomic avait un plan similaire, mais axé sur un humanisme chrétien, en opposition à l'athéisme marxiste-léniniste. Sur le sujet délicat du cuivre, il proposait une nationalisation concertée conforme à celle projetée à la fin du gouvernement de Frei, laissant de côté la chilenisation (51 % du cuivre aux mains de l'État) sans écarter une nationalisation plus traditionnelle (100 % du cuivre aux mains de l'État).
Allessandri promettait par contre à ses électeurs le retour au système économique libéral pratiqué pendant ses six années de gouvernement, le rétablissement de l'ordre, en plus d'un retour en arrière sur les thèmes tels que la réforme agraire, la réforme universitaire.

### Résultats
Le 4 septembre eut lieu l'élection présidentielle, dans une atmosphère de calme et d'ordre, et après minuit on connut le résultat du scrutin : Allende : 36,6 %, Alessandri : 35,3 %, Tomic : 28,1 %. L'assurance des allessandristes se transforma en crainte d'un gouvernement socialiste tandis que les allendistes et même quelques démocrates-chrétiens descendirent dans la rue pour exprimer leur joie.
Allende fit son premier discours en tant que président élu à l'Alameda, où il fut accueilli par les ovations de ses partisans. Le lendemain matin Tomic le reconnut comme président élu, appliquant ainsi le pacte qu'ils avaient secrètement conclu.
| Candidats                         | Parti/Coalition          | Votes     | %      |
| --------------------------------- | ------------------------ | --------- | ------ |
| Salvador Allende Gossens          | Unidad Popular (UP)      | 1 075 616 | 36,6 % |
| Jorge Alessandri Rodríguez        | Independiente de derecha | 1 036 278 | 35,3 % |
| Radomiro Tomic                    | Democracia Cristiana     | 824 849   | 28,1 % |
| Total votes exprimés et conformes |                          | 2 936 743 |        |

Source : journal El Mercurio, 5 septembre 1970.

## Élection du Congrès plénier et intervention de la CIA
L'annonce de la victoire d'Allende fit le désespoir de certains. Certaines personnes qui craignaient que le nouveau régime ferme les frontières et saisisse leurs richesses, cachèrent leurs biens et fuirent du pays. Cependant, l'idée fit son chemin parmi certains d'éviter l'ascension au pouvoir d'Allende par tous les moyens nécessaires, si le Congrès annulait son accession grâce aux deux plus fortes majorités le 24 octobre.
Ils n'étaient pas les seuls à penser à cette option. À Washington D.C., le président Richard Nixon ordonna d'empêcher par tous les moyens l'accession au pouvoir d'Allende. La CIA avait déjà soutenu antérieurement à l'élection Jorge Alessandri et El Mercurio, entre autres par la voie de l'agent Enno Hobbing. Après, elle organisa deux plans pour empêcher l'élection d'Allende par le Congrès plénier, connus comme « Track One » et « Track Two ». Le plan Track One consistait dans l'élection d'Allessandri par le Congrès ; ce dernier renoncerait à sa fonction et appellerait à de nouvelles élections lors desquelles la Droite appuierait Eduardo Frei. Le plan est aussi connu sous le nom de « gambeto Frei ». Le plan, cependant, ne fonctionna pas. La DC et l'UP arrivèrent à un accord après le triomphe d'Allende, et un plan secret entre les deux candidats, Allende et Tomic, fut révélé. La DC exigea en échange de son appui une réforme constitutionnelle au Congrès, le Statut de garanties constitutionnelles, selon lequel Allende se devait de respecter la Constitution.

### Assassinat de Schneider
Le Track One ayant échoué à cause du pacte, restait le Track Two. Ce dernier doit mettre en place un climat d'instabilité politique, afin que les forces armées interviennent et annulent l'élection. Le général Roberto Viaux est chargé de son exécution, le plan étant de séquestrer le Commandant en chef de l'armée, le général René Schneider, le cacher et provoquer la situation d'instabilité qui obligerait les forces armées à intervenir et éviter ainsi l'entrée en fonction d'Allende. Le 22 octobre, le plan est mis à exécution mais, essayant de se défendre, les assaillants tirent sur le commandant en chef et le tuent ; ils s'enfuient sur le champ. Le chauffeur du général l'emmène à l'hôpital militaire où il meurt le 25 octobre.

### Vote du Congrès
Comme aucun des candidats n'avait remporté la majorité du vote populaire, le Congrès national dut décider entre les deux candidats qui avaient reçu le plus de votes, Allende et Alessandri. Le 24 octobre, à 10 heures trente neuf minutes, commença le vote du congrès, dirigé par le président du sénat Tomás Pablo. 195 parlementaires (sur 200) votèrent.
À la fin du dépouillement, le secrétaire de l'assemblée Pelagio Figueroa annonça au microphone : Salvador Allende Gossens, 153 voix ; Jorge Alessandri Rodríguez, 35 voix ; votes blanc, 7 voix. Le député socialiste Mario Palestro répondit à cette annonce en criant « Viva Chile, mierda ! »
Tomás Pablo clôtura la séance en déclarant : « En accord avec les articles 64 et 65 de la Constitution la séance plénière du Congrès proclame le citoyen Salvador Allende Gossens, président de la république du Chili pour la durée comprise entre le 3 novembre 1970 et le 3 novembre 1976, la séance est levée. »

### Résultats
| Candidats                  | Votes |
| Salvador Allende Gossens   | 153   |
| -------------------------- | ----- |
| Jorge Alessandri Rodríguez | 35    |
| Blanc                      | 7     |
| Total votes exprimés       | 195   |